# Elwood (Nova York)
Elwood és una concentració de població designada pel cens dels Estats Units a l'estat de Nova York. Segons el cens del 2000 tenia 10.916 habitants.

## Demografia
Segons el cens del 2000, Elwood tenia 10.916 habitants, 3.435 habitatges, i 2.985 famílies. La densitat de població era de 872,6 habitants per km².
Dels 3.435 habitatges en un 39,4% hi vivien nens de menys de 18 anys, en un 74,9% hi vivien parelles casades, en un 9% dones solteres, i en un 13,1% no eren unitats familiars. En el 10,1% dels habitatges hi vivien persones soles el 4,9% de les quals corresponia a persones de 65 anys o més que vivien soles. El nombre mitjà de persones vivint en cada habitatge era de 3,15 i el nombre mitjà de persones que vivien en cada família era de 3,36.
Per edats la població es repartia de la següent manera: un 26,1% tenia menys de 18 anys, un 5,8% entre 18 i 24, un 30,6% entre 25 i 44, un 24,5% de 45 a 60 i un 13% 65 anys o més.
L'edat mediana era de 38 anys. Per cada 100 dones de 18 o més anys hi havia 93,2 homes.
La renda mediana per habitatge era de 89.424 $ i la renda mediana per família de 94.404 $. Els homes tenien una renda mediana de 63.534 $ mentre que les dones 41.341 $. La renda per capita de la població era de 32.655 $. Entorn de l'1,2% de les famílies i el 2,1% de la població estaven per davall del llindar de pobresa.